# Никоновичи
Ни́коновичи (бел. Ніканавічы) — деревня в составе Краснослободского сельсовета Быховского района Могилёвской области Республики Беларусь.

## Население
- 2010 год — 365 человек